# Дървесни бои джуджета
Дървесните бои джуджета (Tropidophiidae) са семейство влечуги от разред Люспести (Squamata).
Таксонът е описан за пръв път от нидерландския зоолог Лео Бронгерсма през 1951 година.

## Родове
- Trachyboa – Малки южноамерикански бои
- Tropidophis – Земни бои